# 圣穆里思堂 (弗罗茨瓦夫)
圣穆里思堂（波兰语：Kościół św. Maurycego we Wrocławiu）是一座罗马天主教教堂，供奉圣穆里思。位于弗罗茨瓦夫的罗穆阿尔德·特劳格特将军街（Ulica Generała Romualda Traugutta we Wrocławiu）36号 –最初是哥特式单通廊砖砌教堂，带有一座15世纪的洗礼小堂。18世纪，建筑师佩特纳设计重建了巴洛克式塔楼。

## 历史
最初的圣穆里思堂可能是木制的，建于12世纪的瓦隆工匠区，那里居住着织工，1234年见于记载。砖砌教堂于1268年祝圣。在接下来的几个世纪里，该教堂也是居住在附近村庄的波兰人的宗教崇拜中心。

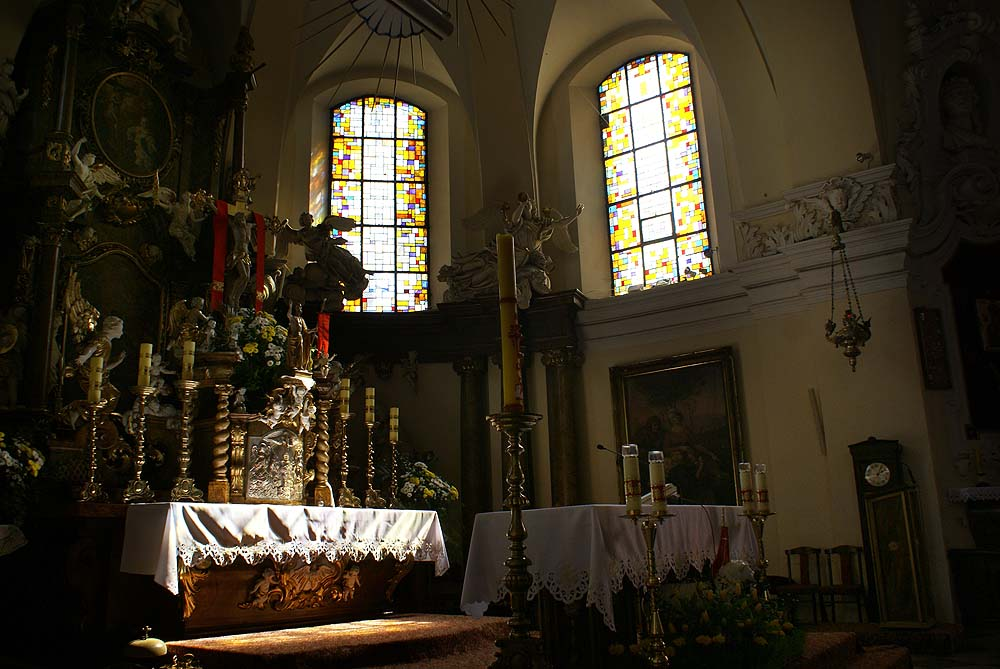

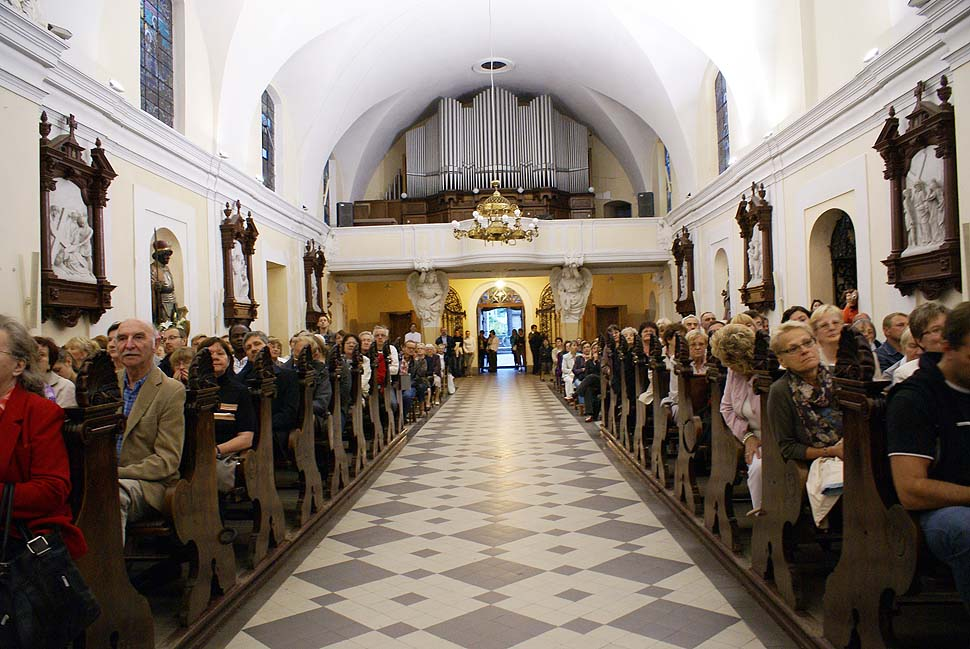

这座教堂，尤其是1723年的巴洛克风格的塔楼，在1757年的弗罗茨瓦夫围城战中遭到破坏。在修复了这些损坏后，在19世纪末决定重建教堂。在1897年到1899年之间，这座教堂被大幅扩建。
第二次世界大战期间，在苏联红军围攻布雷斯劳要塞期间，该堂遭受了非常严重的破坏，损毁率达到60%。风琴、钟和教堂的一些设备被烧毁，然而1730年珍贵的木制正祭台、侧祭坛、讲道坛和圣洗池幸存下来。1618年的古钟也被熔化。1945年，圣穆里思堂的本堂神父保罗·佩克特仔细记录了那个时期的事件；后来发表，名为《弗罗茨瓦夫被围困的日子纪事1945年1月22日 – 5月6日》。
教堂的重建始于1947年，1948年安装了新屋顶，1960年重建塔楼。在教堂翻修期间，一面墙上出现了一副手指骨骨架，这是历史学教授博格丹·扎克泽夫斯基和情人亚历山大·弗雷德罗在1970年代从乌克兰利沃夫州鲁德基教堂的家族墓穴中带来的。
在教堂墓地矗立着1727年的巴洛克风格的圣母雕像，,在墓地的西南角，有1729年的臬玻穆的若望雕像。

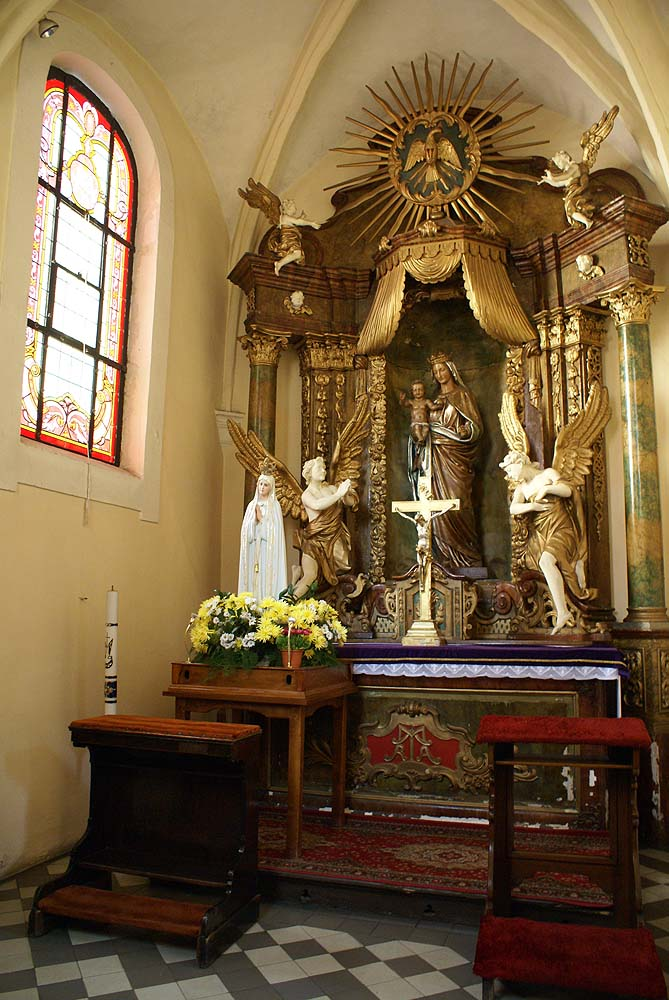
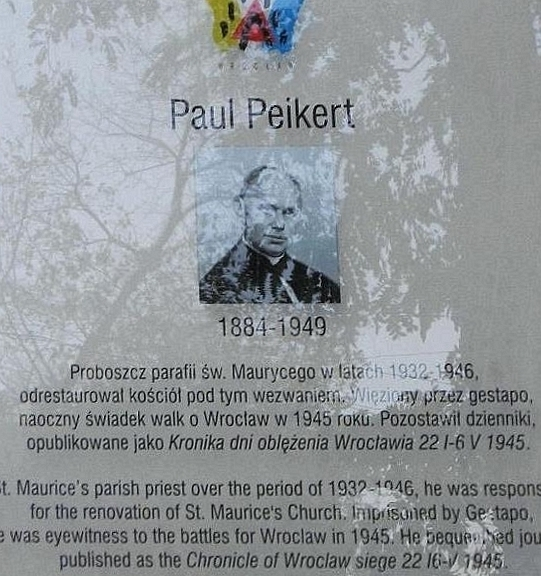
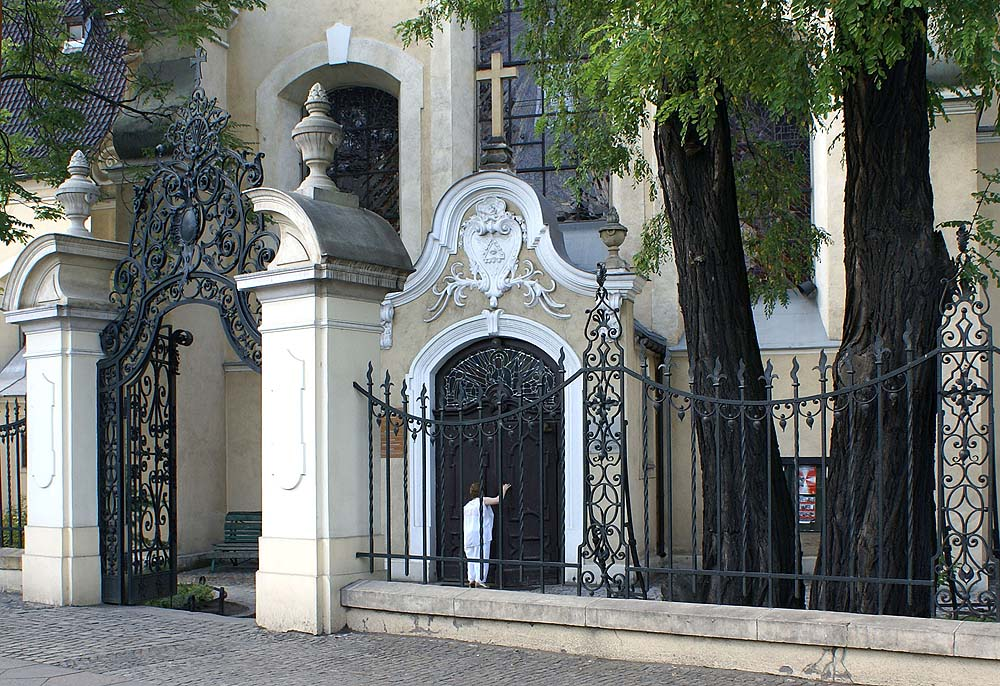
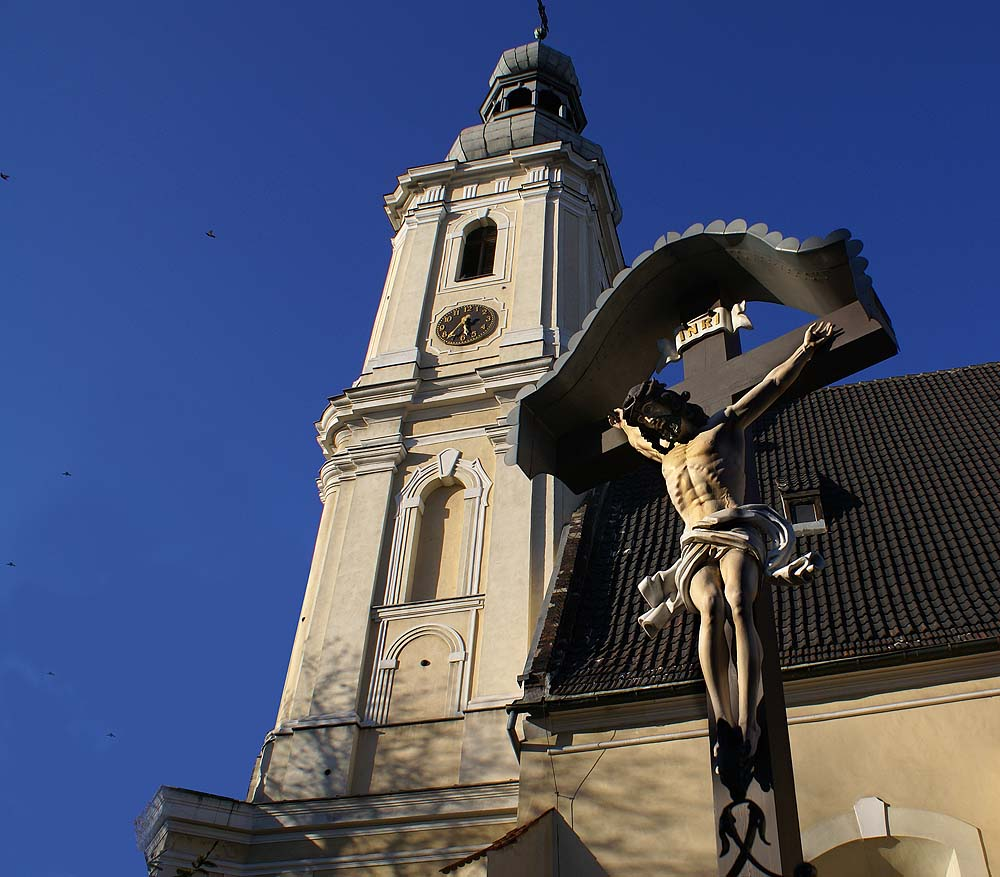
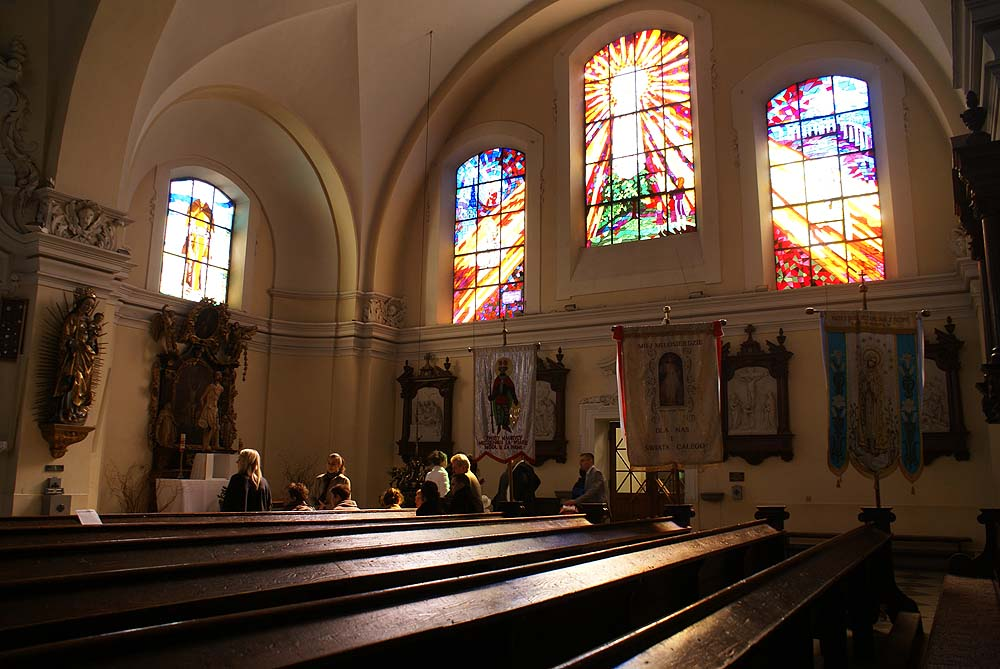
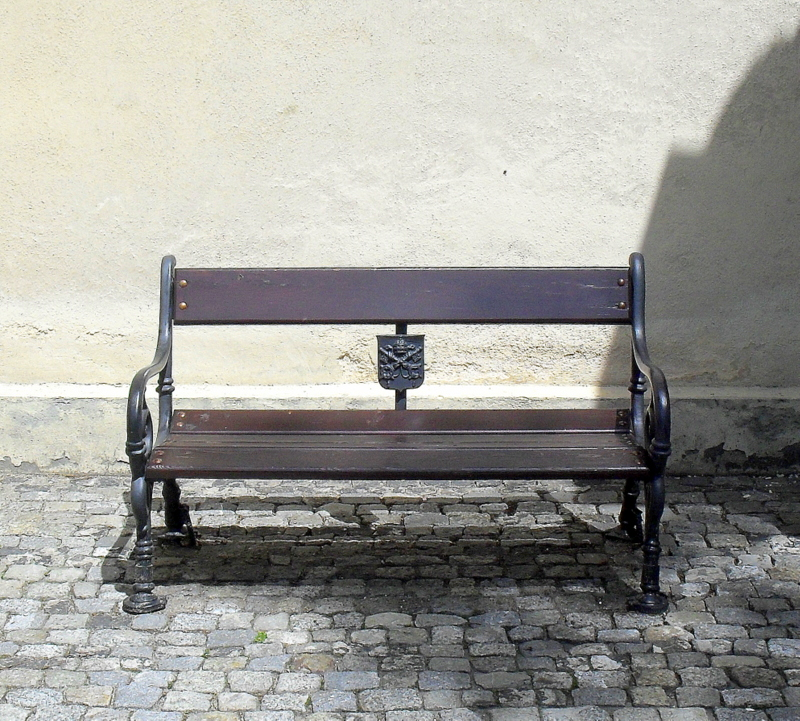
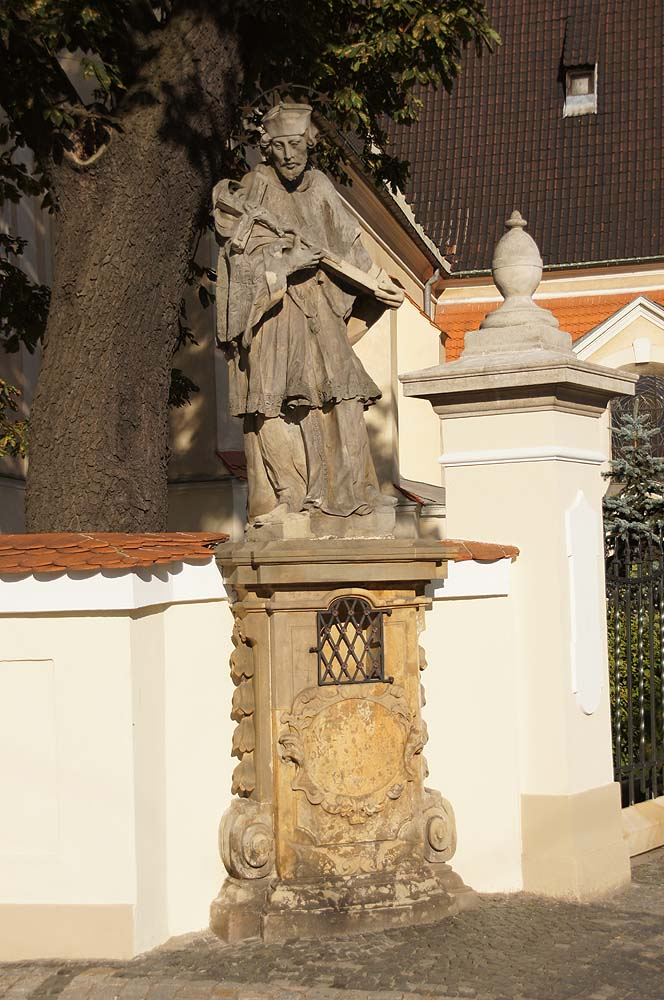
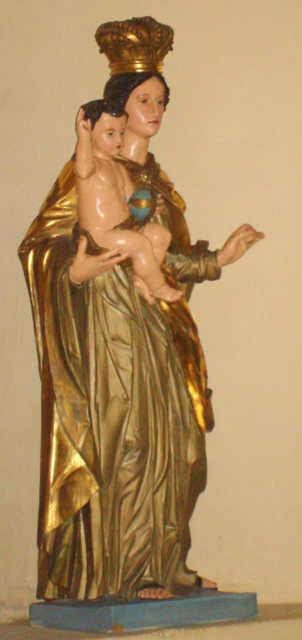

在1947年和1962年，该堂列为保护文物。